# Gárdonyi Zoltán (zeneszerző)
Gárdonyi Zoltán (Budapest, 1906. április 25. – Herford, 1986. június 27.) zeneszerző, zenetudós, egyetemi tanár. Fia Gárdonyi Zsolt, testvére Csapodiné Gárdonyi Klára irodalomtörténész.

## Életpályája
Zenekedvelő-zenész családban született, Gárdonyi Albert (1874–1946) és Weigl Mária Hermina (1880–1969) gyermekeként. Apja neves történész, a Fővárosi Levéltár igazgatója volt, aki amatőrként gyakran hegedült, és egész életében teljes odaadással támogatta fia zenei tehetségének kibontakozását. Anyja 1903-ban a budapesti Zeneakadémián az egykori Liszt-tanítvány, Thomán István osztályában Bartók Béla évfolyamtársaként szerzett diplomát.  
Gárdonyi Zoltán képességei nemcsak a zene területén mutatkoztak meg, 17 évesen korengedménnyel, az utolsó két évet összevonva érettségizett, így 1923 őszétől Kodály Zoltán tanítványa lett a Zeneakadémia zeneszerzés tanszakán. Budapesti diplomája után 1927-től Berlinben a Friedrich Wilhelm Egyetem zenetudományi szakán Arnold Schering és Erich von Hornbostel vezetésével zenetörténeti és etnomuzikológiai tanulmányokat folytatott, majd ezzel párhuzamosan 1928–1930 között a berlini Hochschule für Musik zeneszerzés tanszakán Paul Hindemith növendéke volt. 1931-ben doktorált Berlinben, disszertációja világszerte elsőként Liszt Ferenc zenéjével foglalkozott. 
1931-től 1941-ig Sopronban az Evangélikus Tanítóképző Intézet tanára volt. Hét éven át, 1931-től 1938-ig vezette a soproni Liszt Ferenc Zeneegyesületet, szimfonikus zenekari hangversenyeinek szólistái között volt Fischer Annie is.1941 és 1969 között Budapesten a Liszt Ferenc Zeneművészeti Főiskolán tanított professzori kinevezéssel, ahol 1946-tól 1948-ig a protestáns egyházzenei tanszéket is vezette. Ennek megszüntetése után évekig csak melléktárgyakat taníthatott, és újságcikkekben műveit is támadták, de megbélyegzése ellenére elkötelezett híve maradt a protestáns egyházzene felemelésének.    
1949–1953 között a budapesti Református Teológiai Akadémián az egyházi ének-zene tárgyat is oktatta, majd 1959-ben az ő szerkesztésében jelent meg az első országos használatra szánt Református Korálkönyv. Hosszú évekig tagja volt a Magyar Tudományos Akadémia Kodály Zoltán vezette Zenetudományi Bizottságának. Számos egykori tanítványa a magyar zenei élet közismert személyisége lett (többek között Eckhardt Mária, Hamburger Klára, Szokolay Sándor, Komlós Katalin, Berkesi Sándor és Berlász Melinda).   
Gárdonyi Zoltán 1972-től családjával együtt Nyugat-Németországban élt és a vesztfáliai Herfordban hunyt el 80 évesen, 1986. június 27-én.
Zeneszerzői és tudományos életművét 2016-ban Magyar Örökség Díjjal ismerték el.

## Munkássága
Életműve számos egyházzenei műfajt, zenekari műveket, kórus- és kamarazenét, orgona- és vokális műveket, pedagógiai célzatú kompozíciókat, valamint zenetudományi publikációkat foglal magába. Kutatásainak köszönhetően újszerű, mélyreható betekintést nyerhetünk Bach és Liszt zenéjébe. Kompozíciói számos CD-felvételen jelentek meg Magyarországon, Németországban és Svédországban.

## Tanulmányai, könyvei és kiadványai
- A zenei formák világa,1949
- Distanciaelvű jelenségek Liszt zenéjében, 1955
- Elemző formatan, 1963, 1979 ISBN 963 330 246 3
- Nationale Thematik in der Musik F. Liszts bis 1848, 1963
- Johann Sebastian Bach ellenpont-művészetének alapjai, 1967
- Neue Tonleiter- und Sequenztypen in den Frühwerken F. Liszts, 1969
- Johann Sebastian Bach kánon- és fúgaszerkesztő művészete, 1972
- Neue Ordnungsprinzipien der Tonhöhen in Liszts Frühwerken, 1978
- Elemző formatan. A bécsi klasszikusok formavilága; bőv., átdolg. kiad.; Zeneműkiadó, Budapest, 1979
- Liszt Ferenc orgonazenéje, 1984
- Zur Kanontechnik J. S. Bachs, 1986

- Szelényi Istvánnal közösen számos Liszt zongoraművet adott közre, együtt szerkesztették az új Liszt-összkiadás (Neue Liszt Ausgabe) első sorozatát (Werke für Klavier zu zwei Händen).

Alkotó lendülete Németországban sem tört meg, nagyszabású művek születtek életének utolsó másfél évtizedében is: 
- Memento (Gályarab-kantáta, 1975)
- Meditatio in memoriam Zoltán Kodály (orgona, 1972/1982)
- Bethlen Gábor éneke (vegyeskar, trombita, 3 harsona / vegyeskar, orgona, 1980)
- Harmadik orgonaszonáta (1983)
- Bipartita (két orgonára, 1983)